# Station Penistone
Penistone is een spoorwegstation van National Rail in Penistone, Barnsley in Engeland. Het station is eigendom van Network Rail en wordt beheerd door Northern Rail. 